# Tanga Loa
Tevita Fifita (Honolulu, 6 de maio de 1983) é um lutador tonganês-americano de wrestling profissional. Ele trabalha atualmente para a WWE, onde atua na marca SmackDown sob o nome de ringue Tonga Loa como membro do grupo The Bloodline.
Fifita começou sua carreira no wrestling profissional no território de desenvolvimento da WWE, Florida Championship Wrestling (FCW), em 2009, inicialmente como Tonga, e depois conhecido como Agent T e Donny Marlow. Ele foi promovido ao plantel principal em 2011, onde trabalhou como um personagem mexicano chamado Camacho em uma dupla com Hunico. Eles atuaram no card inferior dos programas SmackDown e NXT por alguns anos. Após deixar a WWE em 2014, ele trabalhou por dois anos na Total Nonstop Action Wrestling (TNA) sob o nome de Micah, onde venceu o Gut Check de 2015. Mais tarde, ele deixou a promoção e se juntou à New Japan Pro-Wrestling (NJPW) sob o nome de ringue Tanga Loa, unindo-se ao seu irmão Tama Tonga como os Guerrillas of Destiny (G.O.D.), um subgrupo da facção heel Bullet Club. Na NJPW, Loa e Tonga são sete vezes campeões de duplas IWGP e três vezes vencedores do NEVER Openweight 6-Man Tag Team Championship, com Bad Luck Fale e Taiji Ishimori. Ele também fez aparições no Ring of Honor (ROH), onde os Guerrillas of Destiny foram uma vez campeões mundiais de duplas do ROH. Ele retornou à WWE em 4 de maio de 2024 sob o nome de Tonga Loa, aliando-se com The Bloodline.
Fifita faz parte de uma grande família de lutadores, pois é irmão adotivo de Tama Tonga e Hikuleo, e filho de Haku.

## Primeiros anos
Nascido em Honolulu, Havaí, Fifita frequentou a Universidade do Texas em El Paso, onde jogou futebol americano como defensive end. Fifita se formou com um diploma em artes liberais, com especialização em Mídia Eletrônica e uma menor em justiça criminal.

## Carreira na luta livre profissional

### World Wrestling Entertainment/WWE (2009–2014)

#### Florida Championship Wrestling (2009–2011)
Após participar de uma seletiva da World Wrestling Entertainment (WWE) ao lado de seu irmão adotivo Alipate, Fifita assinou um contrato de desenvolvimento com a promoção em 10 de fevereiro de 2009, e foi designado para seu território de desenvolvimento, Florida Championship Wrestling (FCW), sob o nome de Tonga. Em março, ele passou a ser conhecido como Agent T, como parte do grupo Secret Service de Abraham Washington, ao lado de Agent D e Agent J. Mais tarde, ele mudou seu nome para Donny Marlow. Em 21 de julho de 2011, Marlow e CJ Parker derrotaram Calvin Raines e Big E Langston para conquistar o Campeonato de Duplas da FCW. Em 3 de novembro, Marlow e Parker perderam o Campeonato de Duplas para Brad Maddox e Briley Pierce.

#### Equipe com Hunico (2011–2013)

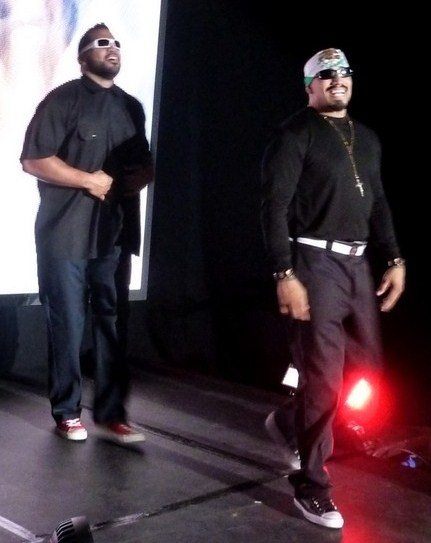
Camacho (esquerda) e Hunico em novembro de 2013.

No episódio do Superstars de 15 de dezembro de 2011, Fifita entrou no ringue como o novo "enforcer" de Hunico, e seu novo nome de ringue foi revelado como Camacho. Hunico e Camacho formaram uma equipe pela primeira vez no episódio do Superstars de 26 de abril, onde derrotaram os Usos. Camacho fez sua estreia em pay-per-view no Over the Limit, onde foi derrotado por Ryback em uma luta individual. Camacho começou a aparecer novamente no território de desenvolvimento da WWE, o antigo FCW, que foi rebatizado como NXT Wrestling. Ele fez sua estreia no NXT no episódio de 4 de julho de 2012, perdendo para Seth Rollins, mas saindo vitorioso mais tarde no mesmo episódio em uma luta de trios, onde formou uma equipe com Hunico e Michael McGillicutty para enfrentar Rollins, Bo Dallas e Tyson Kidd. No episódio seguinte do NXT, Camacho derrotou Kidd em uma luta individual após uma distração de McGillicutty. No pré-show do Money in the Bank, ele e Hunico perderam para os campeões de duplas da WWE, Kofi Kingston e R-Truth, em uma luta sem o título em disputa. No Raw 1,000, Camacho, junto com Hunico e outros quatro lutadores, tentou emboscar Kane para fazer um impacto, mas o retorno de The Undertaker resultou na eliminação de todos os atacantes pelos Brothers of Destruction. Com Hunico fora devido a uma lesão, Camacho continuou competindo no NXT. Após uma recompensa de $5.000 ser prometida a quem conseguisse colocar Big E Langston "fora de combate", Camacho tentou reclamar o prêmio no final de 2012 para "tirar Hunico do México", mas foi derrotado de forma avassaladora por Langston. Em 4 de abril de 2013, Camacho se reuniu com Hunico no evento ao vivo do WrestleMania Axxess. No episódio de 6 de novembro de 2013 do Main Event, ele e Hunico fizeram sua primeira luta de duplas televisionada desde julho de 2012, perdendo para os Usos.

#### NXT e saída (2014)
Depois que Hunico começou a interpretar Sin Cara novamente, Camacho passou a lutar sozinho no NXT. Camacho obteve uma vitória rara sobre Oliver Grey, que estava fazendo seu retorno, nas gravações de 13 de março. Sua última rivalidade na WWE foi contra Adam Rose no NXT, que começou quando ele atacou um dos seguidores de Rose após uma luta e terminou no NXT Takeover, quando Camacho perdeu para Rose. Em 12 de junho de 2014, Camacho foi liberado de seu contrato.

### Retorno à WWE (2024–presente)
Fifita fez seu retorno à WWE após dez anos no Backlash France em 4 de maio de 2024, sob o nome de ringue modificado para Tonga Loa. Ele ajudou Solo Sikoa e seu irmão Tama Tonga a derrotar Kevin Owens e Randy Orton em uma luta de duplas Street Fight, estabelecendo-se como um vilão (heel) no processo e se juntando ao The Bloodline. Loa fez seu retorno aos ringues da WWE no episódio de 31 de maio do WWE SmackDown, formando uma dupla com seu irmão Tama, agora com o nome de equipe "The Tongans", para derrotar os Street Profits (Angelo Dawkins e Montez Ford). No episódio de 23 de agosto do SmackDown, Solo Sikoa fez com que Jacob Fatu entregasse sua parte do título para Loa, para que Fatu pudesse se tornar o enforcer pessoal de Sikoa. No episódio de 25 de outubro do SmackDown, Loa e Tonga perderam os títulos para os Motor City Machine Guns (Alex Shelley e Chris Sabin) após a interferência de Jey Uso, encerrando seu reinado de 84 dias. No Survivor Series: WarGames em 30 de novembro, Loa, junto com a Bloodline e Bronson Reed, perdeu para Roman Reigns, The Usos, Sami Zayn e CM Punk em uma  luta WarGames.

## Vida pessoal
Fifita é um lutador de segunda geração; seu pai, Tonga, é o lutador profissional mais conhecido como Meng ou Haku. Ele tem uma irmã biológica, Vika. Seus irmãos adotivos, Alipate Leone e Taula Koloamatangi, também são lutadores; Fifita e Leone atuam na WWE, enquanto Koloamatangi, assim como o primo Simi Taitoko ("Toks") Fale, lutaram juntos na New Japan Pro-Wrestling.

## Títulos e prêmios
- Florida Championship Wrestling

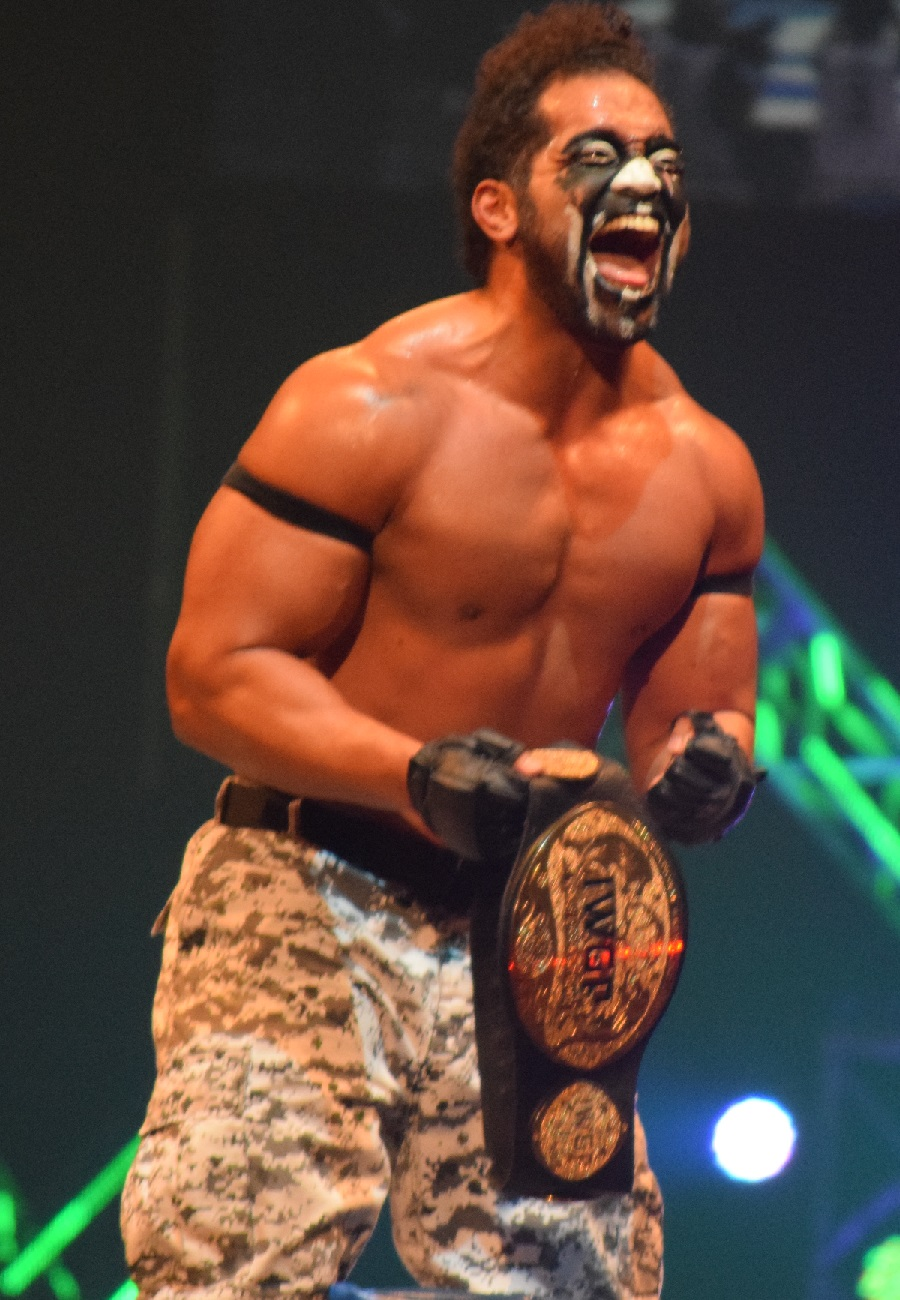
Loa como um dos campeões de duplas IWGP em novembro de 2016.

  - Campeonato de Duplas da FCW (1 vez) – com CJ Parker[34]
- New Japan Pro-Wrestling
  - IWGP Tag Team Championship (7 vezes) – com Tama Tonga[35]
  - NEVER Openweight 6-Man Tag Team Championship (3 vezes)[36] – com Bad Luck Fale e Tama Tonga (2), e Taiji Ishimori e Tama Tonga (1)
  - World Tag League (2020) – com Tama Tonga[37]
- Pro Wrestling Illustrated
  - PWI o colocou na #97ª posição dos 500 melhores lutadores individuais em 2019[38]
  - PWI o colocou na #6ª posição no PWI Tag Team 50 em 2020 com Tama Tonga[39]
- Ring of Honor
  - Campeonato de Duplas da ROH (1 vez) – com Tama Tonga[40]
- Total Nonstop Action Wrestling
  - TNA Gut Check (2015)[41]
- WrestleCircus
  - WC Big Top Tag Team Championship (1 vez) – com Tama Tonga[42][43][44]
- WWE
  - Campeonato de Duplas da WWE (1 vez) – com Tama Tonga[45]